# Wilga zielonawa
Wilga zielonawa (Oriolus flavocinctus) – gatunek średniej wielkości ptaka z rodziny wilgowatych (Oriolidae), zamieszkujący północną Australię, południową Nową Gwineę i niektóre sąsiednie wyspy. Nie jest zagrożony wyginięciem.

## Systematyka
Wyróżniono kilka podgatunków O. flavocinctus:
- O. flavocinctus migrator – wschodnie Małe Wyspy Sundajskie
- O. flavocinctus muelleri – południowo-środkowa Nowa Gwinea i Wyspy Aru
- O. flavocinctus flavocinctus – północna Australia
- O. flavocinctus tiwi – Bathurst i Wyspa Melville’a
- O. flavocinctus flavotinctus – półwysep Jork
- O. flavocinctus kingi – północno-wschodni Queensland

## Występowanie
Lasy deszczowe, lasy namorzynowe, przybrzeżne zarośla, bagna i ogrody w północnej Australii oraz na południowej Nowej Gwinei i niektórych sąsiednich wyspach.

## Cechy gatunku
Brzuch i klatka piersiowa, podobnie jak głowa, są żółto-zielone lub oliwkowozielone, skrzydła nieco ciemniejsze. Pióra mają białe zakończenia, a sterówki oprócz tego są pośrodku ciemne. Wilga zielonawa ma pomarańczowy dziób, czerwonawo-brązowe tęczówki oraz ciemnoszare nogi i stopy. Przeciętna długość ciała waha się od 25 do 30 centymetrów.
Wilgi zielonawe zazwyczaj przebywają samotnie lub w parach, ale po okresie rozrodczym czasami łączą się w niewielkie grupy. Ptaki te trudno zauważyć wśród liści ze względu na zielone ubarwienie.

## Lęgi
Sezon lęgowy trwa od października do marca (pora deszczowa). Gniazdo w kształcie czarki zbudowane jest z traw, kory i korzeni, zawieszone zazwyczaj od 5 do 15 metrów nad ziemią pomiędzy ulistnionymi gałęziami, z dala od pnia. Samica składa najczęściej 2 jaja.

## Status
IUCN uznaje wilgę zielonawą za gatunek najmniejszej troski (LC, Least Concern) nieprzerwanie od 1988 roku. Liczebność populacji nie została oszacowana, ale ptak ten opisywany jest jako pospolity. Trend liczebności populacji uznawany jest za stabilny.